# José María Lacarra
José María Lacarra y de Miguel (Estella, 24 de mayo de 1907-Zaragoza, 6 de agosto de 1987) fue un historiador, filólogo, medievalista y heraldista español, cuya especialidad fue el estudio de la historia de Aragón y de Navarra. Fue catedrático de Historia Medieval en la Universidad de Zaragoza, puesto que desempeñó durante más de cuarenta años hasta su jubilación en 1977. Profundo renovador de la historigrafía aragonesa, es también considerado el «máximo representante y maestro de la moderna historiografía sobre Navarra».

## Biografía
José María Lacarra nació en la localidad de Estella el 24 de mayo de 1907, siendo el cuarto hijo del jurista foralista navarro Victoriano Lacarra Mendiluce lo que propiciaría «su interés por el pasado histórico y jurídico navarro».

### Estudios
Sus primeros estudios los realizó en los Escolapios de Estella y el Instituto de Vitoria.
En 1923 viajó a Madrid, donde realizó simultáneamente estudios de Derecho, como alumno libre, y de Filosofía y Letras (Historia) de la Universidad Central. Alumno de Manuel Gómez Moreno, Agustín Millares Carlo y Claudio Sánchez-Albornoz, se licenció en historia recibiendo el premio extraordinario en su licenciatura  (29 de septiembre de 1928). En 1933 obtuvo su doctorado en Historia, con su tesis titulada Contribución al estudio de los Fueros Municipales Navarros y de sus familias, (30 de enero de 1934, calificada con sobresaliente y premio extraordinario). La licenciatura en derecho la obtuvo el 16 de enero de 1941. Uno de sus compañeros en estos años fue el medievalista Luis García de Valdeavellano con el que participa en un seminario del reanudado Centro de Estudios Históricos que Sánchez-Albornoz semanalmente reunía y dirigía con un pequeño grupo de medievalistas: «allí se formó Lacarra como historiador de la Edad Media» dirá García de Valdeavellano años más tarde, en 1972, con ocasión del ingreso de Lacarra en la Real Academia de la Historia.

### Archivero del Estado y estudiante en París
Ya en 1930 había ingresado en el Cuerpo Facultativo de Archiveros, Bibliotecarios y Arqueólogos, con destino en la Sección de Órdenes Militares del Archivo Histórico Nacional. En 1932 forma parte de la sección 2.ª (dedicada a los Fueros) del Instituto de Estudios Medievales, bajo la dirección de Galo Sánchez Sánchez. Fue pensionado por la Junta para Ampliación de Estudios en París (1933-1934). En el informe remitido a la junta sobre la actividad llevada a cabo en París, entre otros muchos aspectos, hallazgos y averiguaciones, apuntaba como colofón:

He aprovechado mi estancia en París para conocer la extensa bibliografía publicada en este país, sobre la historia del reino de Navarra: artículos sueltos en revistas, monografías y crónicas que no tenemos en nuestras bibliotecas...
José Mª Lacarra. París, junio de 1934

### Guerra civil y posguerra
Durante la guerra civil española, Lacarra permaneció en Madrid, donde realizó una fecunda labor de salvar el tesoro bibliográfico español como archivero del Servicio de Protección del Patrimonio Artístico.
Una vez concluida la guerra —rehabilitado tras la depuración— obtuvo en 1940 por oposición la cátedra de Historia de España Antigua y Medieval de la Universidad de Zaragoza, que impartiría hasta su jubilación. Ese mismo año de 1940 es nombrado primer secretario general de la recién creada Institución Príncipe de Viana, cargo en el que permanecerá durante tres años, institución que lanzará el primer número de la revista, donde colaboró con asiduidad.
En 1941 funda el Centro de Estudios Medievales de Aragón (CEMA). Por llamamiento de la Diputación Foral de Navarra organizó excavaciones arqueológicas y restauraciones, que recogería en su revista Príncipe de Viana.
Para 1945 fundó una revista titulada Estudios de Edad Media de la Corona de Aragón. Entre 1949 y 1967 dirige la Facultad de Filosofía y Letras de la Universidad de Zaragoza, donde reorganiza el sistema creando nuevos departamentos. Estuvo al frente de otras instituciones, como la Escuela de Estudios Medievales, la Universidad de Verano de Jaca y el Archivo de Protocolos de Zaragoza.

### Otras facetas
Destacó, además, por su labor como conferenciante, no solo en España sino en diversos países. Presentó sus estudios sobre la Edad Media española en Roma, Estocolmo y Texas. Fue invitado como profesor a varias universidades, entre ellas la de Berkeley. Fue nombrado doctor honoris causa por la Universidad de Deusto en 1982 y por la de Zaragoza en 1985; la Universidad de Navarra, su tierra natal, le confirió tal distinción a título póstumo en 1989. El curso 1971 formó parte del profesorado del 'Seminario de estudios aragoneses', integrado como sección juvenil en la 'Sociedad Económica Aragonesa de Amigos del País' 

### Familia
Hijas de José María Lacarra son la historiadora del arte y catedrática de Historia del Arte Antiguo y Medieval en la Universidad de Zaragoza María del Carmen Lacarra Ducay; y la filóloga María Jesús Lacarra Ducay.

## Obra
Los libros de Lacarra se centran principalmente en el estudio de Aragón y Navarra en la Edad Media, desde la conquista de Zaragoza por Alfonso I el Batallador hasta los honores y tenencias de Aragón en el siglo XI. Brindó especial importancia al desarrollo urbano de los núcleos aragoneses de población, sobre todo a Jaca. Como biógrafo, Lacarra analizó la vida y la psicología del Batallador, personaje que siempre le cautivó.
Principales trabajos de Lacarra:
- Historia política del reino de Navarra (Caja de Ahorros de Navarra, Pamplona, 1972).[19] En tres volúmenes, sobre el tercer volumen en concreto en 2007 reconocía su plena vigencia la historiadora Eloísa Ramírez Vaquero,  cuando afirmaba que el autor fija en él «una amplía síntesis explicativa, de la que aún vivimos».[20]
- Aragón en el pasado (Col. Austral, Espasa-Calpe, Madrid, 1972).
- Historia del Reino de Navarra en la Edad Media (Caja de Ahorros de Navarra, Pamplona, 1975).[21]
- Zaragoza en la Alta Edad Media (Historia de Zaragoza, I, Zaragoza, 1976).
- Alfonso I el Batallador (Guara editorial, Zaragoza, 1978).
- Colonización, parias, repoblación y otros estudios, 1981.
- Documentos para el estudio de la Reconquista y repoblación del valle del Ebro, 1981-1985.
- Investigaciones de Historia navarra, 1983.
- Estudios dedicados a Aragón. Colectánea de sus trabajos en su homenaje y memoria, 1987.[22]

## Premios, homenajes y reconocimientos
Entre los galardones y reconocimientos recibidos destacan:
- Doctor honoris causa por las universidades de Toulouse (1969), Deusto (1982), Zaragoza (1985) y, ya póstumamente, en Navarra (1989).
- Medalla de Oro e Hijo Adoptivo de la ciudad de Zaragoza (1976).
- Medalla de Oro de Navarra (1984) otorgado por el Gobierno de Navarra.
- Medalla de Oro e Hijo Predilecto de la ciudad de Estella (1987).
- Premio de las Letras y Humanidades (1987) otorgado por la Diputación General de Aragón.
- Miembro de Honor de la Institución de Estudios Complutenses (1987).[23]